# Eugene Perelshteyn
Eugene Perelshteyn (Jitòmir, llavors a l'RSS d'Ucraïna, 2 de febrer de 1980) és un escriptor i jugador d'escacs estatunidenc, que té el títol de Gran Mestre des de 2006.
El seu pare, Mikhaïl, era Mestre de la FIDE i entrenador professional d'escacs a Rússia. Eugene va anar a viure als Estats Units el 1994 i es va diplomar en ciència computacional a la Universitat de Maryland.
Tot i que es troba inactiu des del desembre de 2018, a la llista d'Elo de la FIDE del març del 2021, hi tenia un Elo de 2494 punts, cosa que en feia el jugador número 66 dels Estats Units. El seu màxim Elo va ser de 2555 punts, a la llista de juliol de 2008 (posició 379 al rànquing mundial).

## Resultats destacats en competició
Mestre Internacional des de 2001 i GM des de 2006, Perelshteyn va guanyar el Campionat júnior dels Estats Units el 2000.
El 2007 va guanyar el torneig The SPICE Cup, organitzat per la Universitat de Texas Tech i el Susan Polgar Institute for Chess Excellence (SPICE), per damunt de Gilberto Hernández, Kamil Miton, i Julio Becerra. En l'edició de 2009 del mateix torneig, empatà al primer lloc al grup B amb 6 punts.
El 2018 fou quart al fort Obert d'escacs de Reykjavík (el campió fou Baskaran Adhiban).

## Escriptor d'escacs
És coautor de dos llibres d'escacs:
- Roman Djindjikhaixvili, amb Lev Alburt i Eugene Perelshteyn. Chess Openings for Black, Explained: A Complete Repertoire.  Chess Information and Research Center, 2006. ISBN 978-1889323114.

- Roman Djindjikhaixvili, amb Lev Alburt i Eugene Perelshteyn. Chess Openings for White, Explained: Winning with 1.e4.  Chess Information and Research Center, 2010. ISBN 978-188932311X.